# Hongwei
Hongwei (en chino, 宏伟; pinyin, Hóngwěi, léase Jong-Wéi) es un distrito urbano bajo la administración directa de la Prefectura Liaoyang  en la Provincia de Liaoning, República Popular China.  Su área es de 149 km² y su población total para 2010 superó los 140 mil habitantes. 

## Administración
Desde julio de 2023, el  Distrito Hongwei  se divide en 4 pueblos que se administran en 2 subdistritos y 2   poblados.